# Tiomersal
Tiomersalul sau etilmercur-tiosalicilatul sodic (C9H9HgNaO2S) este un compus organo-mercuric, care conține circa 49% din greutatea sa mercur. În organism este metabolizat în etilmercur și tiosalicilat. Nu conține metilmercur, un derivat mercurial cu efecte toxice care asupra omului au fost bine studiate. Pentru efectele sale antiseptice, deja din anii '30 este utilizat ca și conservant pentru vaccinuri, în preparația imunoglobulinelor, seruri anti-venin, soluții dezinfectante pentru uz oftalmologic și nazal și a cernelurilor pentru tatuaje. Este comercializat în Statele Unite sub numele de Merthiolate de Eli Lilly and Company. În statele Unite, în Uniunea Europeană și în alte țări acest compus este progresiv eliminat din vaccinuri pentru uz pediatric, pentru a reduce o periculoasă supra-expunere la mercur a copiilor. 

## Ipoteza legăturii cu autismul
Studiile publicate până în anul 2008 nu demonstrează nici o legătură între tiomersal și autism, deși anumiți oameni de știință, medici și părinți declară că tiomersalul este capabil să cauzeze autismul. 